# Papamosques pitgrís
El papamosques pitgrís (Cyornis umbratilis) és una espècie d'ocell de la família dels muscicàpids (Muscicapidae). Es troba a Brunei, Indonèsia, Malàisia i Tailàndia. Habita els boscos tropicals i subtropicals de frondoses humits i els boscos de manglars subtropicals o tropicals. Està amenaçat per la pèrdua d'hàbitat i el seu estat de conservació és gairebé amenaçat.